# Седам година верности
Седам година верности (енгл. The Seven Year Itch) је америчка романтична комедија из 1955. године, режисера Билија Вајлдера, који је и написао сценарио заједно са Џорџом Акселродом на основу истоимене представе у три чина. Главне улоге у филму тумаче Мерилин Монро и Том Јуел, који понавља своју улогу из представе. Филм садржи једну од најпознатијих слика поп-културе 20. века – Мерилин Монро како стоји на решетки подземне железнице док њену белу хаљину задиже налет ваздуха воза који пролази испод.

## Радња
Ричард Шерман је средовечни извршни директор издавачке куће у Њујорку, чија супруга Хелен и син Рики одлазе преко лета у Мејн да би избегли градску врућину. Када се врати кући са железничке станице са веслом за кајак које је Рики случајно заборавио, упознаје неименовану жену, глумицу у рекламама и бившу манекенку. Она је узела у подзакуп стан на спрату изнад док су његови власници одсутни преко лета. Те вечери, Ричард чита рукопис књиге у којој психијатар др Брубејкер тврди да скоро сви мушкарци након седам година брака осећају потребу да се упусте у ванбрачну аферу. Ричард води замишљени разговор са Хелен, покушавајући да је убеди, у три фантастичне секвенце, да је неодољив женама, укључујући своју секретарицу, медицинску сестру и Хеленину деверушу, али она му се смеје. Саксија парадајза пада на његову лежаљку; наизглед необучена, привлачна млада жена на спрату се извињава што ју је случајно оборила са свог балкона, а Ричард је позива у свој стан на пиће.
Док чека да она сиђе, он се колеба између фантазије о њој као фаталној жени коју је опчинило његово свирање Рахмањинова, и кривице због невере својој супрузи. Када се појави, она носи ружичасту пиџаму и испоставља се као наивна и невина млада жена која глуми у телевизијској реклами за пасту за зубе и која се недавно појавила у популарном фото алманаху. Након што је више пута погледао њену фотографију, Ричардова преактивна машта почиње да дивља. На његов предлог, она доноси боцу шампањца из свог стана и враћа се у заводљивој белој хаљини. Ричард, савладан својим фантазијама, неспретно је зграби док свирају дует на клавиру, обарајући их са седишта. Он се извињава, али она каже да јој се то стално дешава. Гоњен кривицом, он тражи од ње да оде.
Следећег дана на послу, Ричарда омета страх да ће Хелен сазнати за његову индискрецију, иако она не гаји никакве сумње и само жели да Рикију пошаље његово весло. Ричардова све слабија решеност да се одупре искушењу подстиче његов страх да ће подлећи „седмогодишњем сврабу”. Др Брубејкер долази у његову канцеларију да разговара о књизи, али није му од помоћи. Када Ричард чује да његова жена проводи време са својим привлачним, згодним пријатељом писцем Мекензијем у Мејну, Ричард умишља да имају аферу; у знак одмазде, он позива младу жену на вечеру и биоскоп. Одлазе да погледају Створење из Црне лагуне у климатизованом биоскопу. Док њих двоје ћаскају на путу кући, она накратко стаје изнад решетке подземне железнице да би уживала у ваздуху који дува нагоре – стварајући култну сцену у белој хаљини која се задиже под налетом ваздуха. Ричард је затим позива да проведе ноћ у његовом климатизованом стану како би се одморила и изгледала најбоље што може за наступ на телевизији следећег дана; он спава на каучу, а она у његовом кревету.
Ујутро, Ричард се расправља, а потом и напада човека за којег је умислио да има аферу са његовом женом у Мејну. Након што га је онесвестио, он долази к себи и, плашећи се одмазде своје супруге (унутар његове уобразиље), каже девојци да може да остане у његовом стану, након чега жури да стигне на воз за Мејн.

## Улоге
| Глумац          | Улога                  |
| --------------- | ---------------------- |
| Мерилин Монро   | девојка                |
| Том Јуел        | Ричард Шерман          |
| Евелин Киз      | Хелен Шерман           |
| Сони Тафтс      | Том Мекензи            |
| Роберт Штраус   | Крухулик               |
| Оскар Хомолка   | др Брубејкер           |
| Маргерит Чапман | госпођица Морис        |
| Доналд Мекбрајд | госпођица Брејди       |
| Виктор Мур      | водоинсталатер         |
| Керолин Џоунс   | медицинска сестра Финч |